# STS Education Group
STS Education Group är ett svenskt företag som arrangerar språkresor och high school-utbyten. STS grundades 1958 i Göteborg av Lars Magnusson och finns idag etablerat i 12 länder, med huvudkontor i Göteborg. 

## Verksamhet
STS Education Group arrangerar utlandsbaserade utbildningar för studenter från 14–18 år sedan 1958. Språkresor arrangeras på sommarloven till flera länder i Europa. High school-utbyten arrangeras i totalt 20 länder i Europa, Syd- och Nordamerika, Oceanien samt Asien. Gymnasieungdomar tillbringar mellan en månad och helt skolår som utbytesstudenter i ett annat land, går på en lokal skola och bor hos en lokal värdfamilj.